# Paragonia
Paragonia  Bureau es un género de plantas de la familia Bignoniaceae que tiene tres especies de árboles.

## Descripción
Son bejucos, con las ramitas teretes, sin campos glandulares interpeciolares, campos glandulares peciolares presentes; pseudoestípulas subcónicas, basalmente gruesas y puntiagudas en el ápice. Hojas 2-folioladas, frecuentemente con 1 zarcillo menudamente bífido; folíolos elíptico-ovados a elíptico-obovados, 7–22 cm de largo, ápice agudo, base cuneada a redondeada, con olor dulce cuando frescos. Inflorescencia una panícula terminal de numerosas flores, flores rojo-purpúreas; cáliz cupular, irregularmente truncado a algo bilabiado, 3–7 mm de largo; corola tubular-campanulada sobre el tubo basal, 2.7–5.5 cm de largo, pubescente por fuera; tecas divaricadas, rectas; ovario linear, fuertemente lepidoto, disco anular-pulvinado. Cápsula linear, 32–61 cm de largo y 1.2–1.4 cm de ancho, atenuada en los extremos, no fuertemente aplanada, valvas convexas, superficie finamente tuberculada y semejante a papel de lija; semillas delgadas, 2-aladas con alas membranáceas de color chocolate.

## Taxonomía
El género fue descrito por Louis Édouard Bureau  y publicado en Bulletin de la Société Botanique de France 19: 17. 1872. La especie tipo es: Bignonia lenta Mart. ex DC.

## Especies seleccionadas
- Paragonia brasiliensis (Baill.) A.H.Gentry
- Paragonia pyramidata Bureau
- Paragonia schumanniana Loes.